# كريم تريديا
كريم تريديا (مواليد 1949، البسباس) هو كاتب ومخرج أفلام وسيناريست جزائري هولندي.

## مسيرته
وُلد تريديا في البسباس بالجزائر سنة 1949. درس علم الاجتماع في باريس، وانتقل إلى هولندا عام 1979. في عام 1991 أكمل تعليمه في الأكاديمية الهولندية للسينما والتلفزيون، وأخرج أول أفلامه بعنوان (De Onmacht). في عام 1994 حصل على منحة شارلوت كولر، وهي جائزة أدبية هولندية للمؤلفين الشباب.

## أعماله

### أفلام
- 1991: De onmacht[4]
- 1993: De Vloek[5]
- 1998: La Fiancée polonaise[6]
- 2000: Les diseurs de vérité[7]
- 2006: Eilandgasten[8]
- 2007: De avondboot[9]
- 2015: Chronicle of my Village[10]
- 2018: Solar Eclipse: Depth of Darkness[11]

### كتب
- 1996: De zandkroon
- 2000: De sprekers van de waarheid

## جوائز
تم اختيار فيلمه الطويل الأول «العروس البولندية» ليُمثّل هولندا في جائزة الأوسكار لأفضل فيلم بلغة أجنبية ضمن حفل توزيع جوائز الأوسكار الحادي والسبعون. كما حصل على جائزة العجل الذهبي لأفضل مخرج، وجائزة الجمهور في روتردام، كما حصل على ترشيح لجوائز الغولدن غلوب، وجائزة أوروبا في برلين، وأفضل فيلم أوروبي في معهد الفيلم الأمريكي بلوس أنجلوس.

## روابط خارجية
- كريم تريديا على موقع IMDb (الإنجليزية)
- كريم تريديا على موقع ألو سيني (الفرنسية)
- كريم تريديا على موقع أول موفي (الإنجليزية)
- كريم تريديا على موقع قاعدة بيانات الأفلام السويدية (السويدية)
- كريم تريديا على موقع قاعدة بيانات الفيلم (الإنجليزية)
- كريم تريديا على موقع كينوبويسك (الروسية)